# Castine Waterfall
Der Castine Waterfall ist ein kleiner Wasserfall auf der Karibikinsel Grenada.

## Geographie
Der Wasserfall liegt im Parish Saint Andrew im Gebiet von Castaigne, Nianganfoix, im Osten der Insel. Er wird von einem Zufluss des Balthazar Rivers gespeist und liegt auf ca. 160 m Höhe.